# Copa Província de Santa Fé
A Copa Santa Fé é uma competição oficial em nível regional organizada pela Federação de Futebol de Santa Fé, na qual competem os clubes mais importantes da Província de Santa Fé, Argentina. Sua primeira edição ocorreu em 2016. O clube vencedor do torneio é coroado com o título de "Campeão Provincial".

## Forma de disputa
O sistema de disputas procura evitar que mais de duas equipes da mesma liga regional cheguem à semifinal. Representantes da Liga Regional entram na primeira rodada. Os do Torneio Federal A, Torneio Federal B, Metropolitano C e Metropolitano D entram na segunda rodada. Equipes da Primeira Divisão entram no torneio na Terceira Rodada.
A localização será exercida pela melhor equipe classificada da AFA.